# Франсуа Етт
Франсуа́ Етт (фр. François Heutte, нар. 21 лютого 1938, Шомонт-ан-Вексен) — французький футболіст, що грав на позиції нападника.
Виступав, зокрема, за клуб «Лілль», а також національну збірну Франції.

## Клубна кар'єра
У дорослому футболі дебютував 1956 року виступами за «Руан», в якому провів один сезон, взявши участь у 33 матчах чемпіонату.
Своєю грою за цю команду привернув увагу представників тренерського штабу клубу «Лілль», до складу якого приєднався 1957 року. Відіграв за команду з Лілля наступні два сезони своєї ігрової кар'єри. Більшість часу, проведеного у складі «Лілля», був основним гравцем атакувальної ланки команди, але 1959 року команда посіла 18 місце й вилетіла з Дивізіону 1, після чого Етт перейшов в «Расінг» (Париж), з яким двічі ставав віцечемпіоном Франції.
З 1964 по сезону провів у складі клубів «Сент-Етьєн», «Лілль» та «Реймс», але з останнім клубом вилетів з Дивізіону 1.
Завершив професійну ігрову кар'єру у клубі «Расінг» (Париж), у складі якого вже грав раніше. Проте між виступами Етта клуб стикнувся з фінансовими проблемами і мусив оголосити про банкрутство. Команда втратила професійний статус і далі існувала в аматорському статусі. Франсуа допоміг «Расінгу» 1970 року вийти з аматорського чемпіонату в Дивізіон 3, де залишався у складі цієї команди до припинення виступів на професійному рівні у 1972.

## Виступи за збірну
13 грудня 1959 року дебютував в офіційних матчах у складі національної збірної Франції в кваліфікації Чемпіонату Європи 1960 проти збірної Австрії (5:2). У матчі-відповіді, який відбувся 27 березня 1960 року, Етт забив свій перший гол за збірну, а французи, здобувши перемогу 2:4, пробились у фінальну частину Євро.
У фінальній стадії Чемпіонату Європи 1960 року у Франції Етт забив два голи (обидва в 1/2 фіналу у ворота Югославії) і разом з ще чотирма футболістами став найкращим бомбардиром турніру.
Протягом кар'єри у національній команді, яка тривала усього 3 роки, провів у формі головної команди країни 9 матчів, забивши 4 голи.

### Голи за збірну
| #   | Дата            | Місце                          | Суперник  | Рахунок | Результат | Турнір                 |
| --- | --------------- | ------------------------------ | --------- | ------- | --------- | ---------------------- |
| 1.  | 27 березня 1960 | Ернст Гаппель, Відень, Австрія | Австрія   | 2-3     | 2-4       | Кваліфікація Євро-1960 |
| 2,3 | 6 липня 1960    | Парк де Пренс, Париж, Франція  | Югославія | 2-1 4-2 | 4-5       | Євро-1960              |
| 4.  | 10 грудня 1961  | Ів дю Мануар, Париж, Франція   | Іспанія   | 1-0     | 1-1       | Товариський матч       |

## Досягнення

### Клубні
- Віцечемпіон Франції: 1960/61, 1961/62
- Бронзовий призер Чемпіонату Франції: 1959/60

### Індивідуальні
- Найкращий бомбардир Чемпіонату Європи: 1960(2 голи, разом з Дражаном Єрковичем, Валентином Івановим, Віктором Понєдєльніком, Міланом Галичем)